# Шац, Готфрид
Готфрид Шац (Gottfried «Jeff» Schatz; 18 августа 1936 г.,Штрем, Австрия — 1 октября 2015 г., Базель) — австрийско-швейцарский биохимик и молекулярный биолог, пионер биогенеза митохондрий. 
Эмерит-профессор Biozentrum University of Basel, член Леопольдины (1985), Австрийской академии наук (1993), Национальной академии наук США (1989; Foreign Associate). Удостоен многих международных наград.

## Биография
Родился в небольшой австрийской деревне недалеко от венгерской границы. Докторскую степень по химии и биохимии с отличием (summa cum laude) получил в 1961 году в Грацском университете. С 1961 по 1968 год преподавал в Венском университете. Являлся постдоком в Нью-Йорке (как фелло Public Health Research Institute с 1964 по 1966 год), где занимался с Эфраимом Ракером. Шесть лет преподавал в Корнеллском университете (1968—1973), куда поступил ассоциированным профессором. 
В 1974 году перешёл в Biozentrum University of Basel (Швейцария) и состоял там профессором биохимии до 2000 года, возглавлял его с 1985 по 1987 год.
В 1984—1989 годах генеральный секретарь EMBO (член с 1974 года).
В 2000—2003 годах президент Швейцарского совета по науке и технике.
В 1963 году один из участников открытия митохондриальной ДНК, в связи с чем трижды номинировался на Нобелевскую премию.
Профессионально играл на скрипке.
Член Американской академии искусств и наук (1987) и Европейской академии (1988), членкор Рейнско-Вестфальской академии наук (1994).
Автор более 200 научных публикаций, также автор других работ.

## Награды и почести
- FEBS Sir Hans Krebs Medal[англ.] (1986)
- Otto Warburg Medal[англ.] Немецкого биохимического общества (1988)
- Louis-Jeantet Prize for Medicine[англ.] (1990)[5]
- Marcel Benoist Prize[англ.] (1992)
- Schleiden Medal[англ.] Леопольдины (1993)
- Lynen Medal (1997)
- Международная премия Гайрднера (1998)[6]
- Медаль Уилсона Американского общества клеточной биологии (2000)
- Международная премия Фельтринелли (2004)
- Europäischer Wissenschafts-Kulturpreis[нем.] der Kulturstiftung Pro Europa (2009)
- Auslandsösterreicher-Weltbund[нем.] (2010)

Почётный доктор.
В Грацском медицинском университете в его честь назван исследовательский центр.